# Бродерзінгери
Артисти Broderzinger або Бродерзінгери походять з Бродів, що в Україні. Це єврейські мандрівні артисти в австрійській частині Галичини, Румунії та Росії, що являли собою групи професійних або півпрофесійних авторів і виконавців, які ще на початку ХІХ виконували короткі одноактні вистави за допомогою комічних переодягань, музикування і танців. Вони часто були бадхонімами (артисти на єврейських весіллях) і мешореримами (співаками в хорах канторів). Вони були одними з перших, хто публічно виконував їдишомовні пісні за межами свята Пурим і весільних вечірок, і були предтечами ідишистського театру. Вони розігрували мініатюрні сцени і розважали клієнтів у тавернах, винних погребах і ресторанних садах.
Перші письмові згадки про цих артистів є замітки євреїв, що проходили повз місто Броди, яке було торговим центром на головному маршруті подорожі («зупинний пункт поїздки російських купців єврейського походження до і від Лейпцизького ярмарку»). У цих записах, як правило, не схвалюються співи пісень, у той час, коли жодна релігійна подія не вимагала музики.
Пізніше термін «бродерзінгер» був застосований до артистів, які вже не мали жодного зв'язку з Бродами.
Серед найвідоміших бродерзінгерів були Берл Маргуліс — більш відомий як Берл Бродер (1815 – 1868), Мойше Призамент і його син Шлоїм Призамент. Деякі оригінальні пісні Берла Бродера, разом з роботами його сина і онука, які продовжували традиції світського ідишського письма, можна знайти у книзі його онука Берра Маргуліса.